# 3230 Вампілов
3230 Вампілов (3230 Vampilov) — астероїд головного поясу, відкритий 8 червня 1972 року.
Тіссеранів параметр щодо Юпітера — 3,075.
Названо на честь Вампілова Олександра Валентиновича (1937-1972) — російського драматурга.